# Neserigone torquipalpis
Neserigone torquipalpis là một loài nhện trong họ Linyphiidae.
Loài này thuộc chi Neserigone. Neserigone torquipalpis được Ryoji Oi miêu tả năm 1960.